# Nicko Smith
Nicko Smith, född 1974 i Stockholm, är en svensk poet bosatt i Finland som har gett ut diktsamlingarna Hki Rött, Bipolära skeppsbrott i Österbotten, Evighetsnära, Tvivel, Rollatorgnissel under den järnblå solen, Järnjungfrupoesi, Brändö i mitt hjärta, Dikter i urval.
Nicko Smith medverkar även som redaktör tillsammans med Tomas Mikael Bäck i antologin 19 Poeter - Österbottnisk poesi på 2000-talet.